# Charles Waterton
Charles Waterton (Walton Hall, 3 giugno 1782 – Walton Hall, 27 maggio 1865) è stato un naturalista ed esploratore britannico.
Fu il primo cittadino che, nel 1839, riuscì a fare causa ad un'azienda inquinante e a vincere.

## Biografia
Charles Waterton nacque a Walton Hall, Wakefield, nello Yorkshire, da Thomas Waterton e Anne Bedingfield. Proveniva da una famiglia cattolica della piccola nobiltà discendente da Reiner de Waterton. Tra i suoi antenati figurano otto santi: Vladimir I di Kiev, Anna di Kašin, Boris e Gleb, Stefano I d'Ungheria, Margherita di Scozia, Matilde di Scozia, Tommaso Moro, Umberto III di Savoia e di numerose famiglie reali europee.
Era anche discendente del vecchio capo inglese Airlic, dai Re Thane fino a Edward il Confessore, che tenne Cawthorne e molto del Sud Yorkshire ben prima della Conquista. L'ereditiera Sara le Neville ereditò una vasta proprietà dal nonno Adam FitzSwain (nipote di Airlic), che passò ai De Burghes e quindi ai Watertons nel 1435. I Waterton erano una delle poche famiglie aristocratiche che si rifiutarono di convertirsi alla nuova religione protestante durante il regno di Enrico VIII, e di conseguenza la maggior parte delle loro proprietà venne confiscata. Charles Waterton era un fervente cattolico, devoto e ascetico, e aveva forti legami con il Vaticano.
Studiò allo Stonyhurst College nel Lancashire, e divenne presto evidente il suo interesse per l'esplorazione e la fauna selvatica. In una precedente occasione era stato espulso dalla Scuola superiore gesuita per aver scalato la torre di fronte all'edificio e aver disobbedito al superiore. Nell'istituzione era anche considerato un cacciatore di volpi e un acchiappa-topi, e nei suoi diari ricorda di aver semplicemente «continuato a seguire la propria chiamata».
Nel 1804 viaggiò fino alla Guyana britannica per prendere possesso delle proprietà di suo zio nei pressi di Georgetown. Dopo poco iniziò ad esplorare l'entroterra della Guiana, compiendo quattro viaggi tra il 1812 e il 1824, raggiungendo il Brasile a piedi nella stagione delle piogge.
In seguito, Waterton descrisse le sue scoperte nel libro Wanderings in South America, il quale ispirò la nuova generazione di scolari britannici, tra i quali figuravano Charles Darwin e Alfred Russel Wallace.
Era uno specialista di tassidermia e conservò molti degli animali che incontrò nelle sue spedizioni. Tuttavia, impiegò un unico metodo d'imbalsamazione, impregnando gli esemplari con il sublimato di mercurio. Diversamente da molti animali conservati con questa tecnica, i suoi specimen non si sono rigonfiati e sono straordinariamente vividi ancor oggi. 
Trovò nella tassidermia anche uno spunto per il suo umorismo inglese: creò un quadro, il celebre The English Reformation Zoologically Demonstrated ormai andato perduto, utilizzando rettili travestiti da gentiluomini inglesi famosi. Un altro specimen bizzarro fu la metà superiore di una scimmia urlatrice composta in modo da sembrare un'abominevole pupazzo di neve amazzonico, semplicemente etichettato come The Nondescript. Questo esemplare è ancora visibile al museo di Wakefield.
Durante la sua permanenza in Guiana passò le sue conoscenze a uno degli schiavi di suo zio, John Edmonstone. Edmonstone, riscattatosi a Edimburgo grazie alle conoscenze e alla pratica della tassidermia, in seguito insegnò ad un Charles Darwin adolescente.
Si pensa che sia stato Waterton a portare il curaro, importante anestetico nell'Ottocento, in Europa.
Negli anni Venti del Novecento ritornò a Walton Hall e vi fece costruire un muro alto nove piedi intorno alle sue proprietà, cingendo 5 chilometri di perimetro: l'area recintata divenne la prima riserva naturale e avicola del mondo, facendo di lui uno dei primi ambientalisti del mondo occidentale. Inventò anche il nido artificiale per la cova degli uccelli. La collezione di Waterton, esposta allo Stonyhurst College fino al 1966, si trova ora al Wakefield Museum.
Waterton morì in seguito a una caduta sulle sue proprietà, che gli provocò fratture e danni al fegato. Il suo corpo è stato seppellito nei pressi del luogo dell'incidente. I suoi funerali furono seguiti da molta gente del luogo. Una leggenda vuole che la chiatta su cui fu portato il feretro fosse seguita da uno stormo di uccelli e che un fanello cantasse mentre il feretro veniva calato nella fossa.

## Vita privata
L'11 maggio 1829 all'età di 47 anni sposò la diciassettenne Anne Edmonstone. Anne era la nipote di un Arawak indiano e della corona scozzese. "Sua moglie morì poco tempo dopo aver dato alla luce loro figlio, Edmund. Aveva solo 18 anni. Dopo la sua morte Charles dormì sul pavimento, con un pezzo di legno come cuscino."

## Presunte eccentricità
Sul conto di Charles Waterton è fiorita una serie di storie colorite, non tutte verificate, che contribuiscono a costruire il popolare ritratto dell'aristocratico eccentrico:
- Waterton aveva i capelli a spazzola in un periodo in cui era di moda una testa piena di capelli ammucchiati o spazzolato in avanti.
- Nel 1817, scalò la Basilica di San Pietro a Roma e lasciò i suoi guanti in cima ad un parafulmine. Papa Pio VII gli chiese di toglierli, cosa che fece.
- Waterton a volte si divertiva a mordere le gambe dei suoi ospiti da sotto il tavolo da pranzo, imitando un cane.
- Ha provato a volare saltando dalla cima di un edificio a lato della sua tenuta, chiamando l'esercizio "Navigare l'atmosfera".[senza fonte]
- Ha ideato i suoi metodi per la conservazione delle pelli degli animali e li ha usati per creare inusuali caricature dei suoi nemici. Ha anche utilizzato la sua abilità nella tassidermia per criticare gli avvenimenti politici della giornata.
- Credeva nel rimedio medico del salasso, pratica che era ormai abbandonata in quell'epoca. Quando era malato la praticava su sé stesso.

## Passioni
Waterton fu un pioniere nella battaglia contro l'inquinamento. Ha combattuto una lunga causa legale contro i proprietari di un saponificio che era stato costruito nei pressi della sua tenuta nel 1839, e aveva scaricato sostanze chimiche tossiche che danneggiarono gli alberi del parco e inquinarono il lago. Riuscì ad ottenere lo spostamento del saponificio.

## Eredità
- Walton Hall, è raggiungibile solo da un ponte pedonale, oggi è l'edificio principale di un hotel. C'è un campo da golf nelle vicinanze e vari sentieri pubblici, alcuni dei quali portano ad una riserva naturale.
- Waterton Lake, ora parco nazionale in Alberta, Canada, fu chiamato così in onore di Charles Waterton da Thomas Blakiston nel 1858.
- Charles Waterton ha anche una via e una scuola a suo nome a Lupset.
- Egli introdusse molti nuovi tipi di animali in Inghilterra